# Sint-Truidense VV in het seizoen 2012/13
Sint-Truiden kwam in het seizoen 2012/13 uit in de Belgische Tweede Klasse. In het voorbije seizoen eindigde Sint-Truiden op de zestiende en laatste plaats in het eindklassement in Eerste Klasse. In de play-offs tegen KVC Westerlo kon de degradatie niet vermeden worden. Ditmaal eindigden de Truienaren op de vierde plaats in de Tweede Klasse.

## Overzicht
Op 15 juni 2012 raakte bekend dat Franky Van der Elst werd ontslagen als trainer van Sint-Truiden. Van der Elst werd in het najaar van 2011 de vervanger van Guido Brepoels, na een reeks van slechte resultaten. Hij kon echter niet voorkomen dat Sint-Truiden naar Tweede Klasse degradeerde. Franky Van der Elst werd weer vervangen door Brepoels, die STVV drie seizoenen had geleid. Onder zijn leiding werd de club kampioen in Tweede Klasse in 2009. Een jaar later haalde Sint-Truiden de eindronde in Eerste Klasse, waar maar nipt een Europees ticket gemist werd.
Sint-Truiden nam een rampzalige start. Na de vijfde speeldag prijkte de club zelfs op de voorlaatste plaats in het klassement. Daarna ging het geleidelijk beter: STVV steeg in het klassement, maar kon nooit aanspraak maken op de titel. Uiteindelijk eindigde de club op de vierde plaats. Aangezien White Star Woluwe, dat de eerste periodetitel won, achter STVV eindigde, gaf deze vierde plek geen recht op deelname aan de eindronde. Hierdoor speelt Sint-Truiden ook in het seizoen 2013-14 in Tweede Klasse. Na afloop van het seizoen werd coach Guido Brepoels vervangen door Yannick Ferrera.

## Ploegsamenstelling
| Nr. | Naam                           | Positie      | Nationaliteit | Geboortedatum     |
| --- | ------------------------------ | ------------ | ------------- | ----------------- |
| 1   | Davy Schollen                  | Doelman      | België        | 28 februari 1978  |
| 3   | Vincent Euvrard                | Verdediger   | België        | 12 maart 1982     |
| 4   | Ivo Rossen                     | Verdediger   | Nederland     | 14 maart 1982     |
| 5   | Pierre-Yves Ngawa              | Verdediger   | België        | 9 februari 1992   |
| 6   | Maxime Annys                   | Middenvelder | België        | 24 juli 1986      |
| 7   | Grégory Dufer                  | Middenvelder | België        | 19 december 1981  |
| 9   | Christophe Bertjens            | Middenvelder | België        | 5 januari 1993    |
| 10  | Bruno Andrade                  | Aanvaller    | Brazilië      | 2 maart 1989      |
| 11  | Joeri Dequevy                  | Middenvelder | België        | 27 april 1988     |
| 13  | Davino Verhulst                | Doelman      | België        | 25 november 1987  |
| 14  | Dimitri Daeseleire             | Verdediger   | België        | 18 mei 1990       |
| 15  | Cédric Buekers                 | Verdediger   | België        | 17 april 1994     |
| 16  | Rob Schoofs                    | Middenvelder | België        | 23 maart 1994     |
| 17  | Peter Delorge                  | Middenvelder | België        | 19 april 1980     |
| 18  | Nils Schouterden               | Middenvelder | België        | 14 december 1988  |
| 19  | Sascha Kotysch                 | Verdediger   | Duitsland     | 2 oktober 1988    |
| 20  | Guy Dufour                     | Middenvelder | België        | 14 maart 1987     |
| 21  | Mathias Schils                 | Verdediger   | België        | 1 mei 1993        |
| 22  | Edmilson Junior Paulo da Silva | Middenvelder | België        | 19 augustus 1994  |
| 23  | Iván Bulos                     | Aanvaller    | Peru          | 20 mei 1993       |
| 24  | Giel Deferm                    | Verdediger   | België        | 30 juni 1988      |
| 28  | Reza Ghoochannejhad            | Aanvaller    | Iran          | 20 september 1987 |
| 29  | Donny de Groot                 | Aanvaller    | Nederland     | 16 augustus 1979  |

### Trainersstaf
- Guido Brepoels (hoofdcoach)
- Danny Boffin (hulptrainer)

### Transfers
| - Maxime Annys (Oud-Heverlee Leuven) - Axel Bonemme (Standard Luik) - Iván Bulos (Standard Luik) - Cédric Buekers (eigen jeugd) - Donny de Groot (Willem II) - Joeri Dequevy (SK Lierse) - Guy Dufour (Standard Luik) - Yvan Erichot (AS Monaco) - Guillermo Méndez (geleend van Standard Luik) - Leo Novak (HNK Hajduk Split) - Mario Pruna (eigen jeugd) - Ivo Rossen (FC Eindhoven) - Mathias Schils (eigen jeugd) - Davy Schollen (RSC Anderlecht) - Thierry Vandermeeren (KRC Genk) - Yadin Zarus (geleend van Standard Luik) | - Bruno Andrade (Audax São Paulo FC) - Maxime Annys (contract ontbonden) - Yorick Antheunis (Bocholter VV) - Jeroen Appeltans (KESK Leopoldsburg) - Cédric Buekers (Oud-Heverlee Leuven) - Ludovic Buysens (Oud-Heverlee Leuven) - Bram Castro (MVV Maastricht) - Grégory Christ (Újpest FC) - Benji Commers (einde contract) - Dimitri Daeseleire (Antwerp FC) - Giel Deferm (Beerschot AC) - Reza Ghoochannejhad (Standard Luik) - Cham Kabba-Modou (contract ontbonden) - Wim Mennes (Bocholter VV) - Hervé Anselme Ndjana Onana (AFC Tubeke) - Ondřej Smetana (Hansa Rostock) - Kevin Taelemans (FCV Dender) - Bram Valkeners (KVC Westerlo) - Mark Volders (einde contract) |

## Oefenwedstrijden
|                                     |                     |       |                   |  |
| Vrijdag 29 juni 2012, 19:00 uur     | Herk Sport Hasselt  | 0 - 2 | Sint-Truiden      |  |
|                                     |                     |       |                   |  |
|                                     |                     |       |                   |  |
| Zaterdag 30 juni 2012, 19:00 uur    | Herk-de-Stad FC     | 1 - 6 | Sint-Truiden      |  |
|                                     |                     |       |                   |  |
|                                     |                     |       |                   |  |
| Woensdag 11 juli 2012, 19:00 uur    | Spouwen-Mopertingen | 0 - 4 | Sint-Truiden      |  |
|                                     |                     |       |                   |  |
|                                     |                     |       |                   |  |
| Zaterdag 14 juli 2012, 19:00 uur    | Sint-Truiden        | 1 - 1 | Újpest FC         |  |
|                                     |                     |       |                   |  |
|                                     |                     |       |                   |  |
| Zaterdag 21 juli 2012, 17:00 uur    | Waasland-Beveren    | 0 - 2 | Sint-Truiden      |  |
|                                     |                     |       |                   |  |
|                                     |                     |       |                   |  |
| Zaterdag 28 juli 2012, 18:00 uur    | Sint-Truiden        | 2 - 2 | Gençlerbirliği SK |  |
|                                     |                     |       |                   |  |
|                                     |                     |       |                   |  |
| Zaterdag 4 augustus 2012, 19:00 uur | Sparta Rotterdam    | 1 - 3 | Sint-Truiden      |  |
|                                     |                     |       |                   |  |
|                                     |                     |       |                   |  |
| Dinsdag 7 augustus 2012, 19:00 uur  | Sint-Truiden        | 3 - 0 | Roda JC Kerkrade  |  |
|                                     |                     |       |                   |  |
|                                     |                     |       |                   |  |
| Vrijdag 10 augustus 2012, 19:00 uur | Sint-Truiden        | 1 - 0 | Alemannia Aken    |  |
|                                     |                     |       |                   |  |
|                                     |                     |       |                   |  |
| Maandag 12 november 2012, 20:00 uur | Sint-Truiden        | 0 - 0 | Rupel Boom FC     |  |
|                                     |                     |       |                   |  |
|                                     |                     |       |                   |  |
| Zondag 30 december 2012, 10:00 uur  | Sint-Truiden        | 3 - 0 | KSC Hasselt       |  |
|                                     |                     |       |                   |  |
|                                     |                     |       |                   |  |
| Dinsdag 26 februari 2013, 15:00 uur | Sint-Truiden        | 0 - 1 | SK Lierse         |  |
|                                     |                     |       |                   |  |

## Tweede Klasse

#### Wedstrijden
| | |       | | |
| Woensdag 22 augustus 2012, 20:30 uur | Sint-Truiden | 3 - 1 | KV Oostende | |
| Stayen, Sint-Truiden Toeschouwers: 7.183 Scheidsrechter: Stephane Gleton Speeldag 1 Tweede Klasse 2012-13 | Bruno Andrade 17' Bruno Andrade 37' Guy Dufour 43' Vincent Euvrard 56' Vincent Euvrard 63'                                                                  |       | 23' Michiel Jonckheere 28' Baptiste Schmisser 30' (own) Niels De Schutter 50' Lander Van Steenbrugghe                                   | Opstelling Sint-Truiden: Davy Schollen, Dimitri Daeseleire, Vincent Euvrard, Joeri Dequevy, Guy Dufour, Giel Deferm, Joeri Dequevy, Peter Delorge, Nils Schouterden, Bruno Andrade, Ivo Rossen Wissels Sint-Truiden: 65' Joeri Dequevy Maxime Annys 81' Bruno Andrade Edmilson Junior Paulo da Silva 87' Guy Dufour Rob Schoofs                                     |
| | |       | | |
| Woensdag 29 augustus 2012, 20:30 uur | KSV Oudenaarde | 2 - 1 | Sint-Truiden | |
| Burgemeester Thienpontstadion, Oudenaarde Toeschouwers: 3.200 Scheidsrechter: Miguel Garcia Speeldag 2 Tweede Klasse 2012-13 | Klaas Van Den Bossche 1' Alexandre Frutos (pen.) 7' Tom Raes 73'                                                                                            |       | 7' Davy Schollen 9' Pierre-Yves Ngawa 39' Nils Schouterden 60' Giel Deferm 85' Bruno Andrade 88' Edmilson Junior Paulo da Silva         | Opstelling Sint-Truiden: Davy Schollen, Dimitri Daeseleire, Pierre-Yves Ngawa, Ivo Rossen, Giel Deferm, Peter Delorge, Guy Dufour, Joeri Dequevy, Grégory Dufer, Nils Schouterden, Bruno Andrade Wissels Sint-Truiden: 46' Dimitri Daeseleire Edmilson Junior Paulo da Silva 69' Joeri Dequevy Rob Schoofs                                                          |
| | |       | | |
| Zondag 2 september 2012, 15:00 uur | Eendracht Aalst | 2 - 1 | Sint-Truiden | |
| Pierre Cornelisstadion, Aalst Toeschouwers: 3.500 Scheidsrechter: Denis Vanbecelaere Speeldag 3 Tweede Klasse 2012-13 | Stavros Glouftsis 65' Stavros Glouftsis 65' Tjendo De Cuyper 81'                                                                                            |       | 76' Joeri Dequevy | Opstelling Sint-Truiden: Davy Schollen, Dimitri Daeseleire, Pierre-Yves Ngawa, Ivo Rossen, Giel Deferm, Peter Delorge, Guy Dufour, Grégory Dufer, Nils Schouterden, Bruno Andrade, Reza Ghoochannejhad Wissels Sint-Truiden: 68' Reza Ghoochannejhad Joeri Dequevy 80' Nils Schouterden Rob Schoofs                                                                 |
| | |       | | |
| Zaterdag 8 september 2012, 20:00 uur | Sint-Truiden | 0 - 2 | White Star Woluwe | |
| Stayen, Sint-Truiden Toeschouwers: 6.077 Scheidsrechter: Christophe De Marneffe Speeldag 4 Tweede Klasse 2012-13 | Peter Delorge 78' Ivo Rossen 80' Ivo Rossen 84' |       | 42' Patrick Amoah 47' Patrick Amoah 62' Thomas Regnier 63' Daniël Rodrigo de Oliveira 85' Maxime Chanot                                 | Opstelling Sint-Truiden: Davy Schollen, Giel Deferm, Pierre-Yves Ngawa, Ivo Rossen, Maxime Annys, Peter Delorge, Grégory Dufer, Guy Dufour, Nils Schouterden, Bruno Andrade, Iván Bulos Wissels Sint-Truiden: 46' Nils Schouterden Joeri Dequevy 54' Maxime Annys Christophe Bertjens 74' Guy Dufour Edmilson Junior Paulo da Silva                                 |
| | |       | | |
| Zaterdag 15 september 2012, 20:00 uur | Sint-Truiden | 2 - 2 | KFC Dessel Sport | |
| Stayen, Sint-Truiden Toeschouwers: 5.282 Scheidsrechter: Claude Bourdouxhe Speeldag 5 Tweede Klasse 2012-13 | Reza Ghoochannejhad 12' Reza Ghoochannejhad 73' |       | 22' Hans Hannes 25' Maarten Van Lieshout 63' Huseyin Bilican 68' Zico Gielis 71' Wouter Vosters 82' Tanju Burhan 90+1' Ratko Vansimpsen | Opstelling Sint-Truiden: Davy Schollen, Dimitri Daeseleire, Giel Deferm, Pierre-Yves Ngawa, Mathias Schils, Peter Delorge, Joeri Dequevy, Grégory Dufer, Sascha Kotysch, Bruno Andrade, Reza Ghoochannejhad Wissels Sint-Truiden: 60' Joeri Dequevy Nils Schouterden 67' Peter Delorge Guy Dufour 80' Bruno Andrade Kevin Taelemans                                 |
| | |       | | |
| Zondag 23 september 2012, 15:00 uur | Lommel United | 0 - 3 | Sint-Truiden | |
| Soevereinstadion, Lommel Toeschouwers: 4.015 Scheidsrechter: Wim Smet Speeldag 6 Tweede Klasse 2012-13 | Jentl Gaethofs 65' |       | 28' Reza Ghoochannejhad 32' Maxime Annys 43' Bruno Andrade 72' Peter Delorge 75' Grégory Dufer 82' Bruno Andrade                        | Opstelling Sint-Truiden: Davy Schollen, Giel Deferm, Ivo Rossen, Pierre-Yves Ngawa, Grégory Dufer, Joeri Dequevy, Maxime Annys, Peter Delorge, Sascha Kotysch, Bruno Andrade, Reza Ghoochannejhad Wissels Sint-Truiden: 83' Grégory Dufer Guy Dufour 88' Maxime Annys Rob Schoofs 88' Bruno Andrade Edmilson Junior Paulo da Silva                                  |
| | |       | | |
| Zaterdag 29 september 2012, 20:00 uur | Sint-Truiden | 0 - 0 | KSK Heist | |
| Stayen, Sint-Truiden Toeschouwers: 6.100 Scheidsrechter: Thierry Derycke Speeldag 7 Tweede Klasse 2012-13 | Pierre-Yves Ngawa 5' Peter Delorge 34' Grégory Dufer 89' |       | 10' Matthias Pittoors 87' Glenn Neven                                                                                                   | Opstelling Sint-Truiden: Davy Schollen, Ivo Rossen, Pierre-Yves Ngawa, Maxime Annys, Grégory Dufer, Christophe Bertjens, Bruno Andrade, Joeri Dequevy, Sascha Kotysch, Peter Delorge, Axel Bonemme Wissels Sint-Truiden: 46' Maxime Annys Reza Ghoochannejhad 46' Bruno Andrade Guy Dufour 68' Christophe Bertjens Nils Schouterden                                 |
| | |       | | |
| Vrijdag 5 oktober 2012, 20:30 uur | Moeskroen | 3 - 1 | Sint-Truiden | |
| Le Canonnier, Moeskroen Toeschouwers: 4.500 Scheidsrechter: Jérôme Efong Nzolo Speeldag 8 Tweede Klasse 2012-13 | John Jairo Ruiz 22' Jugurtha Domrane 74' John Jairo Ruiz 84' Jugurtha Domrane 86'                                                                           |       | 34' Maxime Annys 73' Ivo Rossen 78' Grégory Dufer                                                                                       | Opstelling Sint-Truiden: Davy Schollen, Giel Deferm, Pierre-Yves Ngawa, Ivo Rossen, Mathias Schils, Maxime Annys, Joeri Dequevy, Grégory Dufer, Sascha Kotysch, Nils Schouterden, Reza Ghoochannejhad Wissels Sint-Truiden: 46' Joeri Dequevy Donny de Groot 76' Maxime Annys Bruno Andrade                                                                         |
| | |       | | |
| Zaterdag 13 oktober 2012, 20:00 uur | Sint-Truiden | 2 - 0 | RCS Wezet | |
| Stayen, Sint-Truiden Toeschouwers: 5.548 Scheidsrechter: Bart Vertenten Speeldag 9 Tweede Klasse 2012-13 | Grégory Dufer (pen.) 50' Nils Schouterden 54' Donny de Groot 74'                                                                                            |       | 43' Steve Dessart 69' Damir Mirvić | Opstelling Sint-Truiden: Davino Verhulst, Giel Deferm, Dimitri Daeseleire, Ivo Rossen, Mathias Schils, Guy Dufour, Edmilson Junior Paulo da Silva, Grégory Dufer, Sascha Kotysch, Nils Schouterden, Donny de Groot Wissels Sint-Truiden: 71' Edmilson Junior Paulo da Silva Bruno Andrade 84' Donny de Groot Joeri Dequevy 86' Mathias Schils Peter Delorge         |
| | |       | | |
| Zondag 21 oktober 2012, 20:00 uur | FC Brussels | 0 - 3 | Sint-Truiden | |
| Edmond Machtensstadion, Sint-Jans-Molenbeek Toeschouwers: 3.500 Scheidsrechter: Gerd Bylois Speeldag 10 Tweede Klasse 2012-13 | Olivier Bonnes 40' |       | 18' Donny de Groot 52' Nils Schouterden 65' Davino Verhulst 84' Bruno Andrade                                                           | Opstelling Sint-Truiden: Davino Verhulst, Pierre-Yves Ngawa, Ivo Rossen, Sascha Kotysch, Giel Deferm, Mathias Schils, Guy Dufour, Nils Schouterden, Grégory Dufer, Edmilson Junior Paulo da Silva, Donny de Groot Wissels Sint-Truiden: 46' Edmilson Junior Paulo da Silva Bruno Andrade 75' Guy Dufour Joeri Dequevy 87' Grégory Dufer Rob Schoofs                 |
| | |       | | |
| Zaterdag 27 oktober 2012, 20:00 uur | Sint-Truiden | 3 - 1 | Boussu Dour | |
| Stayen, Sint-Truiden Toeschouwers: 6.184 Scheidsrechter: Christophe Dierick Speeldag 11 Tweede Klasse 2012-13 | Grégory Dufer (pen.) 17' Nils Schouterden 50' Edmilson Junior Paulo da Silva 52' Nils Schouterden 63'                                                       |       | 27' Jean Fassin 71' Maxime Lemoine 90' Maxime Lemoine                                                                                   | Opstelling Sint-Truiden: Davino Verhulst, Pierre-Yves Ngawa, Ivo Rossen, Sascha Kotysch, Giel Deferm, Mathias Schils, Guy Dufour, Nils Schouterden, Grégory Dufer, Edmilson Junior Paulo da Silva, Donny de Groot Wissels Sint-Truiden: 65' Edmilson Junior Paulo da Silva Bruno Andrade 73' Guy Dufour Reza Ghoochannejhad 78' Nils Schouterden Joeri Dequevy      |
| | |       | | |
| Zondag 4 november 2012, 15:00 uur | AFC Tubeke | 1 - 2 | Sint-Truiden | |
| Stade Leburton, Tubeke Toeschouwers: 850 Scheidsrechter: Johan Verbist Speeldag 12 Tweede Klasse 2012-13 | Jérémy Steens 82' |       | 35' Sascha Kotysch 46' (own) Pierre-Yves Ngawa 72' Donny de Groot 84' Reza Ghoochannejhad 89' (pen.) Reza Ghoochannejhad                | Opstelling Sint-Truiden: Davino Verhulst, Pierre-Yves Ngawa, Ivo Rossen, Sascha Kotysch, Giel Deferm, Mathias Schils, Guy Dufour, Nils Schouterden, Grégory Dufer, Edmilson Junior Paulo da Silva, Donny de Groot Wissels Sint-Truiden: 44' Edmilson Junior Paulo da Silva Joeri Dequevy 51' Nils Schouterden Reza Ghoochannejhad 79' Mathias Schils Bruno Andrade  |
| | |       | | |
| Zaterdag 10 november 2012, 20:00 uur | Sint-Truiden | 1 - 1 | KAS Eupen | |
| Stayen, Sint-Truiden Toeschouwers: 6.434 Scheidsrechter: Jochem Kamphuis (Nederland) Speeldag 13 Tweede Klasse 2012-13 | Edmilson Junior Paulo da Silva 38' Davino Verhulst 59' Nils Schouterden 61'                                                                                 |       | 36' Diawandou Diagné Niang 41' Samuel Asamoah 59' Christian Kabasele 72' Kevin Kis                                                      | Opstelling Sint-Truiden: Davino Verhulst, Pierre-Yves Ngawa, Ivo Rossen, Sascha Kotysch, Giel Deferm, Mathias Schils, Guy Dufour, Nils Schouterden, Grégory Dufer, Edmilson Junior Paulo da Silva, Donny de Groot Wissels Sint-Truiden: 46' Edmilson Junior Paulo da Silva Bruno Andrade 55' Mathias Schils Vincent Euvrard 83' Nils Schouterden Rob Schoofs        |
| | |       | | |
| Zaterdag 17 november 2012, 20:00 uur | Antwerp FC | 2 - 0 | Sint-Truiden | |
| Bosuilstadion, Antwerpen Toeschouwers: 9.000 Scheidsrechter: Dieter Van Esch Speeldag 14 Tweede Klasse 2012-13 | Bruno Carvalho 24' Omar Bennassar 55' Jordan Faucher 73' |       | 38' Guy Dufour | Opstelling Sint-Truiden: Davino Verhulst, Pierre-Yves Ngawa, Sascha Kotysch, Ivo Rossen, Giel Deferm, Bruno Andrade, Guy Dufour, Mathias Schils, Nils Schouterden, Reza Ghoochannejhad, Donny de Groot Wissels Sint-Truiden: 63' Bruno Andrade Joeri Dequevy 83' Mathias Schils Rob Schoofs                                                                         |
| | |       | | |
| Vrijdag 23 november 2012, 20:30 uur | Sint-Truiden | 3 - 0 | KSV Roeselare | |
| Stayen, Sint-Truiden Toeschouwers: 6.100 Scheidsrechter: Johan Verbist Speeldag 15 Tweede Klasse 2012-13 | Nils Schouterden 43' Grégory Dufer 70' Donny de Groot 85'                                                                                                   |       | 42' Romain Haghedooren | Opstelling Sint-Truiden: Davino Verhulst, Giel Deferm, Ivo Rossen, Pierre-Yves Ngawa, Mathias Schils, Grégory Dufer, Sascha Kotysch, Guy Dufour, Nils Schouterden, Joeri Dequevy, Donny de Groot Wissels Sint-Truiden: 73' Joeri Dequevy Edmilson Junior Paulo da Silva 87' Donny de Groot Bruno Andrade 90' Grégory Dufer Rob Schoofs                              |
| | |       | | |
| Zaterdag 1 december 2012, 20:00 uur | KVC Westerlo | 4 - 1 | Sint-Truiden | |
| 't Kuipje, Westerlo Toeschouwers: 4.000 Scheidsrechter: Tom Ottevaere Speeldag 16 Tweede Klasse 2012-13 | Bart Goor 27' Philippe Janssens 30' Kevin Vandenbergh 40' Matthias Trenson 54' Michael Cordier 59' Birger Maertens 59' Kevin Geudens 86' Nick Van Belle 90' |       | 57' (pen.) Reza Ghoochannejhad 59' Joeri Dequevy 82' Vincent Euvrard 85' Davino Verhulst                                                | Opstelling Sint-Truiden: Davino Verhulst, Giel Deferm, Ivo Rossen, Pierre-Yves Ngawa, Mathias Schils, Grégory Dufer, Sascha Kotysch, Guy Dufour, Nils Schouterden, Edmilson Junior Paulo da Silva, Reza Ghoochannejhad Wissels Sint-Truiden: 43' Edmilson Junior Paulo da Silva Joeri Dequevy 46' Giel Deferm Donny de Groot 70' Mathias Schils Vincent Euvrard     |
| | |       | | |
| Woensdag 23 januari 2013, 20:30 uur | Sint-Truiden | 5 - 0 | Sportkring Sint-Niklaas | |
| Stayen, Sint-Truiden Toeschouwers: 4.000 Scheidsrechter: Nicolas Laforge Speeldag 17 Tweede Klasse 2012-13 Opmerking: deze wedstrijd stond gepland op zaterdag 8 december 2012, maar werd uitgesteld door de slechte weersomstandigheden. | Joeri Dequevy 11' Sascha Kotysch 31' Nils Schouterden 40' Donny de Groot 43' Donny de Groot 58' Joeri Dequevy 79'                                           |       | 37' Lode Vertonghen 84' Marcel Mbayo | Opstelling Sint-Truiden: Davino Verhulst, Giel Deferm, Ivo Rossen, Pierre-Yves Ngawa, Mathias Schils, Sascha Kotysch, Guy Dufour, Nils Schouterden, Joeri Dequevy, Rob Schoofs, Donny de Groot Wissels Sint-Truiden: 66' Rob Schoofs Edmilson Junior Paulo da Silva 71' Giel Deferm Axel Bonemme 78' Mathias Schils Yannick Nulens                                  |
| | |       | | |
| Zaterdag 15 december 2012, 20:00 uur | KV Oostende | 1 - 0 | Sint-Truiden | |
| Albertparkstadion, Oostende Toeschouwers: 2.528 Scheidsrechter: Carlos-Manuel Alho Guerreiro Speeldag 18 Tweede Klasse 2012-13 | Laurent Depoitre 32' Gertjan Martens 62' Baptiste Schmisser 89'                                                                                             |       | 41' Pierre-Yves Ngawa 59' Maxime Annys 81' Giel Deferm 85' Guy Dufour                                                                   | Opstelling Sint-Truiden: Davino Verhulst, Giel Deferm, Ivo Rossen, Pierre-Yves Ngawa, Maxime Annys, Peter Delorge, Grégory Dufer, Sascha Kotysch, Nils Schouterden, Joeri Dequevy, Donny de Groot Wissels Sint-Truiden: 46' Donny de Groot Reza Ghoochannejhad 69' Nils Schouterden Bruno Andrade 82' Grégory Dufer Guy Dufour                                      |
| | |       | | |
| Zaterdag 5 januari 2013, 20:00 uur | Sint-Truiden | 2 - 0 | KSV Oudenaarde | |
| Stayen, Sint-Truiden Toeschouwers: 5.308 Scheidsrechter: Michel Etienne (voetballer) Speeldag 19 Tweede Klasse 2012-13 | Sascha Kotysch 24' Ivo Rossen 63' Mario Pruna 90+2' |       | 27' Pieter Merlier | Opstelling Sint-Truiden: Davino Verhulst, Giel Deferm, Ivo Rossen, Pierre-Yves Ngawa, Mathias Schils, Sascha Kotysch, Guy Dufour, Nils Schouterden, Joeri Dequevy, Rob Schoofs, Donny de Groot Wissels Sint-Truiden: 63' Joeri Dequevy Edmilson Junior Paulo da Silva 73' Rob Schoofs Peter Delorge 90+1' Guy Dufour Mario Pruna                                    |
| | |       | | |
| Zondag 13 januari 2013, 18:00 uur | White Star Woluwe | 0 - 2 | Sint-Truiden | |
| Fallonstadion, Sint-Lambrechts-Woluwe Toeschouwers: 900 Scheidsrechter: Sébastien Delferière Speeldag 20 Tweede Klasse 2012-13 | Michel Farin 54' |       | 12' Joeri Dequevy 60' Donny de Groot 82' Donny de Groot                                                                                 | Opstelling Sint-Truiden: Davino Verhulst, Giel Deferm, Ivo Rossen, Pierre-Yves Ngawa, Mathias Schils, Sascha Kotysch, Guy Dufour, Nils Schouterden, Joeri Dequevy, Rob Schoofs, Donny de Groot Wissels Sint-Truiden: 81' Rob Schoofs Edmilson Junior Paulo da Silva 90+1' Nils Schouterden Axel Bonemme 90+1' Joeri Dequevy Mario Pruna                             |
| | |       | | |
| Woensdag 20 maart 2013, 20:30 uur | Sint-Truiden | 3 - 0 | Eendracht Aalst | |
| Stayen, Sint-Truiden Toeschouwers: 5.250 Scheidsrechter: Tim Pots Speeldag 21 Tweede Klasse 2012-13 Opmerking: deze wedstrijd stond gepland op zondag 20 januari 2013, maar werd uitgesteld door sneeuwval.                               | Ivo Rossen (pen.) 24' Leo Novak 8' Leo Novak 13' Axel Bonemme 45+1' Rob Schoofs 52' Leo Novak 58'                                                           |       | 51' Jonas Bogaerts 59' Niels Martin 89' Lauden Hugelier                                                                                 | Opstelling Sint-Truiden: Davino Verhulst, Ivo Rossen, Pierre-Yves Ngawa, Mathias Schils, Axel Bonemme, Sascha Kotysch, Guy Dufour, Rob Schoofs, Edmilson Junior Paulo da Silva, Leo Novak, Iván Bulos Wissels Sint-Truiden: 29' Iván Bulos Donny de Groot 77' Leo Novak Christophe Bertjens 81' Edmilson Junior Paulo da Silva Guillermo Méndez                     |
| | |       | | |
| Zondag 24 maart 2013, 15:00 uur | KFC Dessel Sport | 0 - 2 | Sint-Truiden | |
| Armand Melisstadion, Dessel Toeschouwers: 900 Scheidsrechter: Jurgen Brinckman Speeldag 22 Tweede Klasse 2012-13 Opmerking: deze wedstrijd stond gepland op zaterdag 27 januari 2013, maar werd uitgesteld door sneeuwval.                | Ratko Vansimpsen 55' |       | 72' Donny de Groot 79' Joeri Dequevy 87' (pen.) Joeri Dequevy                                                                           | Opstelling Sint-Truiden: Davino Verhulst, Ivo Rossen, Pierre-Yves Ngawa, Mathias Schils, Axel Bonemme, Sascha Kotysch, Guy Dufour, Rob Schoofs, Edmilson Junior Paulo da Silva, Donny de Groot, Leo Novak Wissels Sint-Truiden: 46' Rob Schoofs Joeri Dequevy 70' Mathias Schils Peter Delorge 75' Edmilson Junior Paulo da Silva Mario Pruna                       |
| | |       | | |
| Zondag 3 februari 2013, 15:00 uur | Sint-Truiden | 1 - 0 | Lommel United | |
| Stayen, Sint-Truiden Toeschouwers: 6.458 Scheidsrechter: Joeri Van de Velde Speeldag 23 Tweede Klasse 2012-13 | Joeri Dequevy 60' |       | 48' Hans Vanaken 78' Egon Wisniowski 89' Hans Vanaken                                                                                   | Opstelling Sint-Truiden: Davino Verhulst, Ivo Rossen, Pierre-Yves Ngawa, Mathias Schils, Axel Bonemme, Sascha Kotysch, Guy Dufour, Nils Schouterden, Joeri Dequevy, Rob Schoofs, Donny de Groot Wissels Sint-Truiden: 71' Donny de Groot Yadin Zarus 74' Joeri Dequevy Leo Novak 84' Mathias Schils Edmilson Junior Paulo da Silva                                  |
| | |       | | |
| Zaterdag 9 februari 2013, 20:00 uur | KSK Heist | 3 - 3 | Sint-Truiden | |
| Gemeentelijk Sportcentrum, Heist-op-den-Berg Toeschouwers: 800 Scheidsrechter: Stijn De Roover Speeldag 24 Tweede Klasse 2012-13 | Yannick Rymenants 37' Jeroen Vanderputte 43' Glenn Neven 47' Jeroen Vanderputte 57' Glenn Neven 79'                                                         |       | 17' Mathias Schils 39' Donny de Groot 68' Joeri Dequevy 70' Joeri Dequevy 85' Sascha Kotysch                                            | Opstelling Sint-Truiden: Davino Verhulst, Ivo Rossen, Pierre-Yves Ngawa, Mathias Schils, Axel Bonemme, Sascha Kotysch, Guy Dufour, Nils Schouterden, Joeri Dequevy, Rob Schoofs, Donny de Groot Wissels Sint-Truiden: 46' Rob Schoofs Peter Delorge 62' Axel Bonemme Guillermo Méndez 66' Donny de Groot Yadin Zarus                                                |
| | |       | | |
| Zaterdag 16 februari 2013, 20:00 uur | Sint-Truiden | 2 - 0 | Moeskroen | |
| Stayen, Sint-Truiden Toeschouwers: 5.653 Scheidsrechter: Johan Verbist Speeldag 25 Tweede Klasse 2012-13 | Pierre-Yves Ngawa 65' Pierre-Yves Ngawa 71' Rob Schoofs 78' Guy Dufour 82'                                                                                  |       | 16' Anthony Bova 42' Yohann Andreu | Opstelling Sint-Truiden: Davino Verhulst, Ivo Rossen, Pierre-Yves Ngawa, Mathias Schils, Axel Bonemme, Sascha Kotysch, Guy Dufour, Nils Schouterden, Joeri Dequevy, Rob Schoofs, Donny de Groot Wissels Sint-Truiden: 69' Donny de Groot Iván Bulos 79' Joeri Dequevy Edmilson Junior Paulo da Silva 86' Nils Schouterden Leo Novak                                 |
| | |       | | |
| Woensdag 17 april 2013, 20:30 uur | RCS Wezet | 2 - 3 | Sint-Truiden | |
| Stade de la Cité de l'Oie, Wezet Toeschouwers: 500 Scheidsrechter: Erik Lambrechts Speeldag 26 Tweede Klasse 2012-13 Opmerking: deze wedstrijd stond gepland op zondag 24 februari 2013, maar werd uitgesteld door sneeuwval.             | Kader Camara (own) 10' Emmanuel Françoise 22' Daan De Pever 26' Emmanuel Françoise 52' Raphaël Lecomte 54'                                                  |       | 33' Yadin Zarus 56' Yadin Zarus 87' (pen.) Joeri Dequevy 88' Guy Dufour                                                                 | Opstelling Sint-Truiden: Davino Verhulst, Ivo Rossen, Yvan Erichot, Pierre-Yves Ngawa, Sascha Kotysch, Guy Dufour, Nils Schouterden, Joeri Dequevy, Edmilson Junior Paulo da Silva, Leo Novak, Yadin Zarus Wissels Sint-Truiden: 46' Pierre-Yves Ngawa Guillermo Méndez 46' Nils Schouterden Mathias Schils 90+4' Joeri Dequevy Donny de Groot                      |
| | |       | | |
| Zaterdag 2 maart 2013, 20:00 uur | Sint-Truiden | 1 - 0 | FC Brussels | |
| Stayen, Sint-Truiden Toeschouwers: 6.000 Scheidsrechter: Christophe Delacour Speeldag 27 Tweede Klasse 2012-13 | Edmilson Junior Paulo da Silva 72' |       | 66' (own) Elhadji Ndoye | Opstelling Sint-Truiden: Davino Verhulst, Ivo Rossen, Mathias Schils, Axel Bonemme, Thierry Vandermeeren, Sascha Kotysch, Guy Dufour, Nils Schouterden, Joeri Dequevy, Rob Schoofs, Donny de Groot Wissels Sint-Truiden: 75' Rob Schoofs Edmilson Junior Paulo da Silva 88' Donny de Groot Leo Novak                                                                |
| | |       | | |
| Zondag 10 maart 2013, 15:00 uur | Boussu Dour | 2 - 0 | Sint-Truiden | |
| Stade Robert Urbain, Boussu Toeschouwers: 800 Scheidsrechter: Dieter Van Esch Speeldag 28 Tweede Klasse 2012-13 | Kamel Ouejdide 4' Gaëtan Fallempin 18' Maxime Lemoine 22' Jean Romaric Kevin Koffi 65'                                                                      |       | 84' Sascha Kotysch | Opstelling Sint-Truiden: Davino Verhulst, Ivo Rossen, Pierre-Yves Ngawa, Mathias Schils, Axel Bonemme, Sascha Kotysch, Guy Dufour, Nils Schouterden, Joeri Dequevy, Rob Schoofs, Iván Bulos Wissels Sint-Truiden: 46' Mathias Schils Edmilson Junior Paulo da Silva 74' Axel Bonemme Guillermo Méndez 83' Guy Dufour Donny de Groot                                 |
| | |       | | |
| Zaterdag 16 maart 2013, 20:00 uur | Sint-Truiden | 0 - 0 | AFC Tubeke | |
| Stayen, Sint-Truiden Toeschouwers: 6.600 Scheidsrechter: Edwin van de Graaf (Nederland) Speeldag 29 Tweede Klasse 2012-13 | Mathias Schils 60' |       | 44' Diogo Inacio Ribeiro 59' Gary Ambroise 90+1' Damien Lahaye                                                                          | Opstelling Sint-Truiden: Davino Verhulst, Ivo Rossen, Yvan Erichot, Pierre-Yves Ngawa, Mathias Schils, Axel Bonemme, Nils Schouterden, Joeri Dequevy, Rob Schoofs, Edmilson Junior Paulo da Silva, Iván Bulos Wissels Sint-Truiden: 55' Rob Schoofs Guy Dufour 68' Nils Schouterden Leo Novak 78' Joeri Dequevy Guillermo Méndez                                    |
| | |       | | |
| Zaterdag 30 maart 2013, 20:00 uur | KAS Eupen | 0 - 0 | Sint-Truiden | |
| Kehrwegstadion, Eupen Toeschouwers: 1.300 Scheidsrechter: Michel Etienne (voetballer) Speeldag 30 Tweede Klasse 2012-13 | Christian Santos 57' Hiroshi Ibusuki 82' |       | 67' Yvan Erichot 73' Edmilson Junior Paulo da Silva                                                                                     | Opstelling Sint-Truiden: Davino Verhulst, Ivo Rossen, Yvan Erichot, Pierre-Yves Ngawa, Mathias Schils, Axel Bonemme, Sascha Kotysch, Guy Dufour, Joeri Dequevy, Edmilson Junior Paulo da Silva, Leo Novak Wissels Sint-Truiden: 72' Leo Novak Christophe Bertjens 82' Edmilson Junior Paulo da Silva Rob Schoofs                                                    |
| | |       | | |
| Zaterdag 6 april 2013, 20:00 uur | Sint-Truiden | 0 - 2 | Antwerp FC | |
| Stayen, Sint-Truiden Toeschouwers: 6.851 Scheidsrechter: Gert Deckers Speeldag 31 Tweede Klasse 2012-13 | |       | 40' Seppe Kil 44' Dimitri Daeseleire 63' Oumar Diouck                                                                                   | Opstelling Sint-Truiden: Davino Verhulst, Ivo Rossen, Yvan Erichot, Pierre-Yves Ngawa, Mathias Schils, Axel Bonemme, Sascha Kotysch, Guy Dufour, Joeri Dequevy, Rob Schoofs, Leo Novak Wissels Sint-Truiden: 46' Mathias Schils Nils Schouterden 46' Leo Novak Donny de Groot 75' Axel Bonemme Yadin Zarus                                                          |
| | |       | | |
| Zaterdag 13 april 2013, 20:00 uur | KSV Roeselare | 0 - 2 | Sint-Truiden | |
| Schiervelde, Roeselare Toeschouwers: 3.000 Scheidsrechter: Dieter Van Esch Speeldag 32 Tweede Klasse 2012-13 | Anthony Di Lallo 18' Leandro Zorbo 71' Benjamin Lutun 75'                                                                                                   |       | 44' Axel Bonemme 58' Sascha Kotysch 65' Ivo Rossen 66' Axel Bonemme 90' Guillermo Méndez                                                | Opstelling Sint-Truiden: Davino Verhulst, Ivo Rossen, Yvan Erichot, Pierre-Yves Ngawa, Axel Bonemme, Sascha Kotysch, Guy Dufour, Nils Schouterden, Joeri Dequevy, Edmilson Junior Paulo da Silva, Yadin Zarus Wissels Sint-Truiden: 68' Yadin Zarus Leo Novak 79' Edmilson Junior Paulo da Silva Iván Bulos 88' Joeri Dequevy Guillermo Méndez                      |
| | |       | | |
| Zondag 21 april 2013, 15:00 uur | Sint-Truiden | 0 - 2 | KVC Westerlo | |
| Stayen, Sint-Truiden Toeschouwers: 7.123 Scheidsrechter: Stéphane Gleton Speeldag 33 Tweede Klasse 2012-13 | Ivo Rossen 87' Pierre-Yves Ngawa 89' |       | 9' Matthias Trenson 42' Oleg Iachtchouk 66' Bart Goor 74' Jonathan Wilmet 87' Jens Cools 87' Michael Cordier                            | Opstelling Sint-Truiden: Davino Verhulst, Ivo Rossen, Yvan Erichot, Pierre-Yves Ngawa, Sascha Kotysch, Guy Dufour, Joeri Dequevy, Guillermo Méndez, Edmilson Junior Paulo da Silva, Leo Novak, Yadin Zarus Wissels Sint-Truiden: 54' Guillermo Méndez Stéphane Gleton 54' Yadin Zarus Donny de Groot 76' Edmilson Junior Paulo da Silva Iván Bulos                  |
| | |       | | |
| Zondag 28 april 2013, 15:00 uur | Sportkring Sint-Niklaas | 3 - 2 | Sint-Truiden | |
| Stedelijk Sportcentrum, Sint-Niklaas Toeschouwers: 500 Scheidsrechter: Alexandre Boucaut Speeldag 34 Tweede Klasse 2012-13 | Michael Van Hoey 23' Marcel Mbayo 33' Jonas Vandermarliere 43' Ameth Gaye 57' Lode Vertonghen 90'                                                           |       | 2' Edmilson Junior Paulo da Silva 30' Rob Schoofs 49' Donny de Groot 74' Mathias Schils                                                 | Opstelling Sint-Truiden: Davino Verhulst, Yvan Erichot, Pierre-Yves Ngawa, Mathias Schils, Thierry Vandermeeren, Nils Schouterden, Guillermo Méndez, Rob Schoofs, Edmilson Junior Paulo da Silva, Donny de Groot, Leo Novak Wissels Sint-Truiden: 34' Nils Schouterden Iebe Swers 39' Guillermo Méndez Grégory Dufer 69' Edmilson Junior Paulo da Silva Dean Boiten |

#### Resultaten per speeldag
| Speeldag  | 1 | 2 | 3  | 4  | 5  | 6  | 7  | 8  | 9  | 10 | 11 | 12 | 13 | 14 | 15 | 16 | 17 | 18 | 19 | 20 | 21 | 22 | 23 | 24 | 25 | 26 | 27 | 28 | 29 | 30 | 31 | 32 | 33 | 34 |
| --------- | - | - | -- | -- | -- | -- | -- | -- | -- | -- | -- | -- | -- | -- | -- | -- | -- | -- | -- | -- | -- | -- | -- | -- | -- | -- | -- | -- | -- | -- | -- | -- | -- | -- |
| Resultaat | w | v | v  | v  | g  | w  | g  | v  | w  | w  | w  | w  | g  | v  | w  | v  | w  | v  | w  | w  | w  | w  | w  | g  | w  | w  | w  | v  | g  | g  | v  | w  | v  | v  |
| Punten    | 3 | 3 | 3  | 3  | 4  | 7  | 8  | 8  | 11 | 14 | 17 | 20 | 21 | 21 | 24 | 24 | 33 | 24 | 27 | 30 | 47 | 50 | 36 | 37 | 40 | 57 | 43 | 43 | 44 | 51 | 57 | 54 | 57 | 57 |
| Positie   | 1 | 6 | 13 | 16 | 17 | 10 | 12 | 13 | 9  | 8  | 6  | 4  | 4  | 5  | 4  | 5  | 4  | 7  | 7  | 7  | 4  | 4  | 3  | 4  | 3  | 4  | 4  | 4  | 5  | 4  | 4  | 4  | 4  | 4  |

#### Eindstand
| Pl. | Club                    | Gesp. | W  | G  | V  | GV | GT | Ptn. | Kwalificatie of degradatie   |
| --- | ----------------------- | ----- | -- | -- | -- | -- | -- | ---- | ---------------------------- |
| 1   | KV Oostende             | 34    | 24 | 5  | 5  | 64 | 25 | 77   | Promotie naar Eerste Klasse  |
| 2   | Moeskroen               | 34    | 20 | 7  | 7  | 58 | 29 | 67   | Eindronde voor promotie      |
| 3   | KVC Westerlo            | 34    | 17 | 12 | 5  | 54 | 29 | 63   | Eindronde voor promotie      |
| 4   | Sint-Truiden            | 34    | 17 | 6  | 11 | 54 | 36 | 57   |                              |
| 5   | Boussu Dour             | 34    | 15 | 10 | 9  | 44 | 34 | 55   |                              |
| 6   | Lommel United           | 34    | 14 | 8  | 12 | 50 | 48 | 50   |                              |
| 7   | White Star Woluwe       | 34    | 14 | 7  | 13 | 41 | 48 | 49   | Eindronde voor promotie      |
| 8   | KAS Eupen               | 34    | 13 | 10 | 11 | 44 | 37 | 49   |                              |
| 9   | AFC Tubeke              | 34    | 12 | 10 | 12 | 43 | 42 | 46   |                              |
| 10  | Antwerp FC              | 34    | 12 | 9  | 13 | 42 | 44 | 45   |                              |
| 11  | KSV Roeselare           | 34    | 10 | 12 | 12 | 44 | 47 | 42   |                              |
| 12  | KFC Dessel Sport        | 34    | 11 | 8  | 15 | 35 | 42 | 41   |                              |
| 13  | Eendracht Aalst         | 34    | 10 | 11 | 13 | 38 | 52 | 41   |                              |
| 14  | FC Brussels             | 34    | 9  | 6  | 19 | 34 | 49 | 33   |                              |
| 15  | RCS Wezet               | 34    | 8  | 9  | 17 | 47 | 57 | 33   |                              |
| 16  | KSV Oudenaarde          | 34    | 8  | 9  | 17 | 36 | 60 | 33   |                              |
| 17  | KSK Heist               | 34    | 8  | 6  | 20 | 39 | 57 | 30   | Eindronde voor degradatie    |
| 18  | Sportkring Sint-Niklaas | 34    | 7  | 9  | 18 | 34 | 64 | 30   | Degradatie naar Derde Klasse |

## Beker van België
| | |                            | | |
| Zondag 19 augustus 2012, 20:00 uur | KFC VW Hamme | 0 - 4                      | Sint-Truiden | |
| Gemeentelijk Stadion, Hamme Toeschouwers: 1.000 Scheidsrechter: Raf Bylois 4de ronde Beker van België 2012-13                             | |                            | 14' Bruno Andrade 25' Ivo Rossen 45' Bruno Andrade 78' Joeri Dequevy | Opstelling Sint-Truiden: Davy Schollen, Dimitri Daeseleire, Ivo Rossen, Vincent Euvrard, Giel Deferm, Peter Delorge, Guy Dufour, Grégory Dufer, Nils Schouterden, Rob Schoofs, Bruno Andrade Wissels Sint-Truiden: 46' Peter Delorge Maxime Annys 61' Rob Schoofs Joeri Dequevy 71' Guy Dufour Edmilson Junior Paulo da Silva                                |
| | |                            | | |
| Zaterdag 25 augustus 2012, 20:00 uur | Sint-Truiden | 1 - 1 strafschoppen: 4 - 2 | RCS Wezet | |
| Stayen, Sint-Truiden Toeschouwers: 1.508 Scheidsrechter: Jérôme Efong Nzolo 5de ronde Beker van België 2012-13                            | Christophe Bertjens 20' Edmilson Junior Paulo da Silva 47' Maxime Annys 61' Rob Schoofs 71' Peter Delorge 90'                                       |                            | 16' Fabio Calabrese 18' Fabio Calabrese 72' Chris Makiese 75' Alfin Tuasalomony 106' Gideon Boateng | Opstelling Sint-Truiden: Davy Schollen, Ivo Rossen, Pierre-Yves Ngawa, Giel Deferm, Peter Delorge, Maxime Annys, Grégory Dufer, Rob Schoofs, Edmilson Junior Paulo da Silva, Christophe Bertjens, Nils Schouterden Wissels Sint-Truiden: 46' Nils Schouterden Joeri Dequevy 84' Pierre-Yves Ngawa Vincent Euvrard 90' Rob Schoofs Guy Dufour                 |
| | |                            | | |
| Woensdag 26 september 2012, 20:45 uur | Sint-Truiden | 1 - 1 strafschoppen: 4 - 2 | Beerschot AC | |
| Stayen, Sint-Truiden Toeschouwers: 1.019 Scheidsrechter: Sébastien Delferière 1/16de finales Beker van België 2012-13                     | Reza Ghoochannejhad 16' Matthias Schils 66' |                            | 52' Dalibor Veselinović 79' Boldizsár Bodor 90' Wim De Decker | Opstelling Sint-Truiden: Davino Verhulst, Giel Deferm, Pierre-Yves Ngawa, Ivo Rossen, Matthias Schils, Edmilson Junior Paulo da Silva, Guy Dufour, Sascha Kotysch, Rob Schoofs, Nils Schouterden, Reza Ghoochannejhad Wissels Sint-Truiden: 65' Giel Deferm Axel Bonemme 75' Rob Schoofs Joeri Dequevy 83' Edmilson Junior Paulo da Silva Bruno Andrade      |
| | |                            | | |
| Woensdag 28 november 2012, 20:30 uur | KVC Westerlo | 5 - 5 strafschoppen: 2 - 4 | Sint-Truiden | |
| 't Kuipje, Westerlo Toeschouwers: 2.500 Scheidsrechter: Claude Bourdouxhe 1/8ste finales Beker van België 2012-13                         | Bart Goor 61' Matthias Trenson 65' Bart Goor 77' William Owusu Acheampong 86' William Owusu Acheampong 107' Jonas Laureys 110' Jonathan Wilmet 117' |                            | 23' Reza Ghoochannejhad 43' Maxime Annys 59' Edmilson Junior Paulo da Silva 64' Dimitri Daeseleire 83' Axel Bonemme 92' Nils Schouterden 100' Nils Schouterden 109' Reza Ghoochannejhad 112' Mathias Schils | Opstelling Sint-Truiden: Davy Schollen, Axel Bonemme, Dimitri Daeseleire, Vincent Euvrard, Ivo Rossen, Mathias Schils, Maxime Annys, Edmilson Junior Paulo da Silva, Rob Schoofs, Bruno Andrade, Reza Ghoochannejhad Wissels Sint-Truiden: 70' Rob Schoofs Grégory Dufer 82' Bruno Andrade Joeri Dequevy 85' Edmilson Junior Paulo da Silva Nils Schouterden |
| | |                            | | |
| Woensdag 12 december 2012, 20:30 uur | Sint-Truiden | 0 - 0                      | KV Kortrijk | |
| Stayen, Sint-Truiden Toeschouwers: 1.550 Scheidsrechter: Alexandre Boucaut Heenwedstrijd kwartfinales Beker van België 2012-13            | Sascha Kotysch 45+1' Peter Delorge 55' |                            | 49' Gertjan De Mets | Opstelling Sint-Truiden: Davino Verhulst, Sascha Kotysch, Giel Deferm, Ivo Rossen, Pierre-Yves Ngawa, Grégory Dufer, Guy Dufour, Nils Schouterden, Peter Delorge, Joeri Dequevy, Reza Ghoochannejhad Wissels Sint-Truiden: 79' Joeri Dequevy Bruno Andrade 86' Reza Ghoochannejhad Donny de Groot                                                            |
| | |                            | | |
| Woensdag 16 januari 2013, 20:30 uur | KV Kortrijk | 1 - 0                      | Sint-Truiden | |
| Guldensporenstadion, Kortrijk Toeschouwers: 4.000 Scheidsrechter: Joeri Van de Velde Terugwedstrijd kwartfinales Beker van België 2012-13 | Pablo Chavarría 53' Brecht Dejaegere 80' |                            | 17' Donny de Groot 62' Pierre-Yves Ngawa 88' Ivo Rossen | Opstelling Sint-Truiden: Davy Schollen, Ivo Rossen, Pierre-Yves Ngawa, Mathias Schils, Axel Bonemme, Sascha Kotysch, Guy Dufour, Nils Schouterden, Joeri Dequevy, Rob Schoofs, Donny de Groot Wissels Sint-Truiden: 59' Rob Schoofs Edmilson Junior Paulo da Silva 68' Donny de Groot Leopold Novak 89' Axel Bonemme Iebe Swers                              |